# Oratorio di Santa Maria della Scala
L'oratorio di Santa Maria della Scala, detto anche della Visitazione, era un luogo di culto cattolico di Parma; situato nella zona della chiesa di San Michele dell'Arco, fu abbattuto nel 1812.

## Storia
L'oratorio della Visitazione fu realizzato per accogliere l'immagine della Madonna affrescata dal Correggio sulla parete di una casa demolita sopra porta San Michele.
Fu eretto nel 1572 per iniziativa di alcuni parrocchiani di San Michele dell'Arco e grazie ai finanziamenti di Felice Olivieri: fu progettato dall'architetto Giovanni Francesco Testa.
Poiché all'oratorio si accedeva salendo una scalinata, l'oratorio fu detto della Scala.
Per custodirlo, i parrocchiani di San Michele vi eressero una confraternita, approvata dal vescovo Ferdinando Farnese nel 1587.
La chiesa conservava anche dipinti di Giovanni Battista Tinti e del Malosso.
Per ordine del prefetto del dipartimento del Taro, il barone Henri-Jean-Pierre Dupont-Delporte, nel 1812 l'oratorio fu soppresso e abbattuto. L'immagine della Madonna della Scala fu trasferita nell'Accademia ducale.